# Adam Obert
Adam Obert (Bratislava, 23 agosto 2002) è un calciatore slovacco, difensore del Cagliari e della nazionale slovacca.

## Biografia
Suo nonno Jozef (1938-2020) ha fatto parte della nazionale cecoslovacca.

## Caratteristiche tecniche
Alto 186 cm e dal fisico possente, mancino, pulito ed efficace negli interventi, abile anche in fase di possesso, è un calciatore duttile, capace di giocare come centrale difensivo, terzino sinistro o, addirittura, da esterno di centrocampo.
Viene spesso paragonato al connazionale Milan Škriniar.

## Carriera

### Club

#### Zbrojovka Brno e Sampdoria
Nato a Bratislava, nel 2010 entra a far parte delle giovanili del Zbrojovka Brno, prima di trasferirsi nel 2018 alla Sampdoria.
Con il club doriano fa tutta la trafila del settore giovanile, arrivando nella stagione 2020-2021 nella formazione "primavera" allenata da Felice Tufano, diventandone uno dei perni principali e contribuendo al raggiungimento delle semifinali.

#### Cagliari

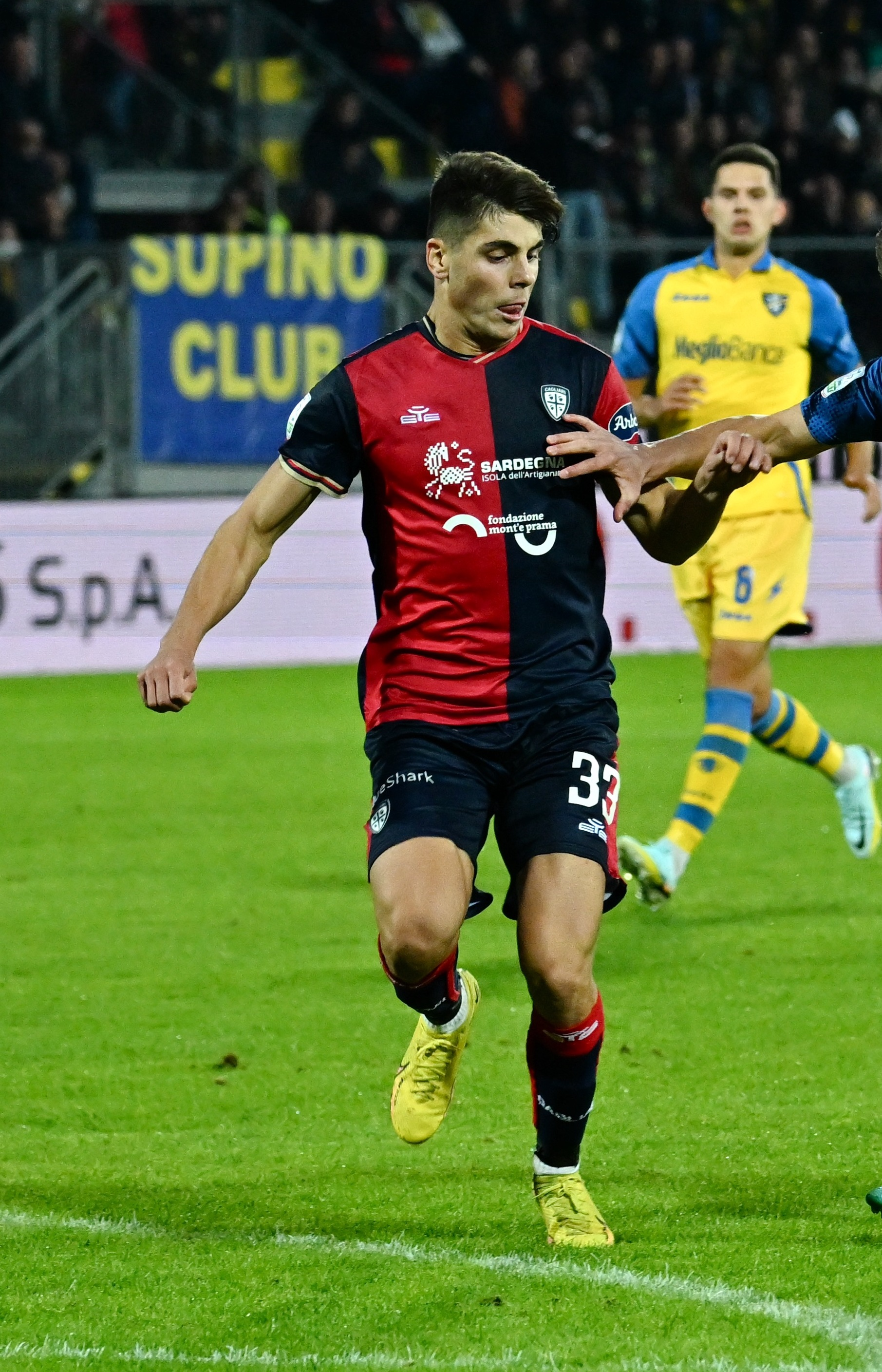
Obert con il nel 2022.

Nell'estate 2021 viene acquistato dal Cagliari. Inizialmente aggregato nella formazione Primavera, il 24 ottobre 2021, a seguito dei vari infortuni dei compagni di reparto della prima squadra, debutta in Serie A nella sconfitta per 3-0 contro la Fiorentina, e sempre contro i viola, nella gara di ritorno, fa il suo debutto da titolare. Il 15 dicembre seguente debutta anche in Coppa Italia nella vittoria interna contro il Cittadella. Nel febbraio del 2022, firma il rinnovo di contratto con i rossoblù fino al 2026.
In seguito alla retrocessione in Serie B al termine del campionato, nella stagione successiva Obert contribuisce alla vittoria dei play-off da parte del club sardo e, di conseguenza, al pronto ritorno in Serie A. Nell'agosto del 2023, Obert rinnova il proprio contratto col Cagliari fino al 2027, con opzione per un'ulteriore annata. Il 19 gennaio 2025, alla 21ª giornata, mette a segno il suo primo gol in Serie A con la maglia rossoblù,  stabilendo il punteggio sul definitivo 4-1 nel vittorioso match casalingo con il Lecce.

### Nazionale
Dopo aver rappresentato tra il 2018 e il 2019 le rappresentative Under-17, Under-18 e under-19 della Slovacchia. Nel 2021 riceve le prime convocazioni con la rappresentantiva under-21 slovacca in occasione di alcune amichevoli e partite di qualificazioni al campionato europeo di calcio Under-21 del 2023.
Nel novembre del 2022, riceve la sua prima convocazione in nazionale maggiore, in occasione del ciclo di amichevoli contro Montenegro e Cile. Quindi, debutta contro quest'ultima squadra il 20 novembre seguente, subentrando a Vernon De Marco all'80º minuto; l'incontro si è concluso a reti inviolate. Nella stessa occasione, Obert diventa l'ultimo giocatore a esordire con la Slovacchia sotto la guida in campo di Marek Hamšík, in quel momento arrivato alla sua ultima partita in nazionale prima del ritiro.
Nel giugno del 2024, viene incluso dal CT Francesco Calzona nella rosa partecipante agli Europei dello stesso anno, organizzati in Germania.

## Statistiche

### Presenze e reti nei club
Statistiche aggiornate al 19 gennaio 2025.
| Stagione        | Squadra         | Campionato      | Campionato | Campionato | Coppe nazionali | Coppe nazionali | Coppe nazionali | Coppe continentali | Coppe continentali | Coppe continentali | Altre coppe | Altre coppe | Altre coppe | Totale | Totale |
| Stagione        | Squadra         | Comp            | Pres       | Reti       | Comp            | Pres            | Reti            | Comp               | Pres               | Reti               | Comp        | Pres        | Reti        | Pres   | Reti   |
| --------------- | --------------- | --------------- | ---------- | ---------- | --------------- | --------------- | --------------- | ------------------ | ------------------ | ------------------ | ----------- | ----------- | ----------- | ------ | ------ |
| 2021-2022       | Cagliari        | A               | 6          | 0          | CI              | 2               | 0               | -                  | -                  | -                  | -           | -           | -           | 8      | 0      |
| 2022-2023       | Cagliari        | B               | 29+4       | 0          | CI              | 2               | 0               | -                  | -                  | -                  | -           | -           | -           | 35     | 0      |
| 2023-2024       | Cagliari        | A               | 17         | 0          | CI              | 3               | 0               | -                  | -                  | -                  | -           | -           | -           | 20     | 0      |
| 2024-2025       | Cagliari        | A               | 21         | 1          | CI              | 2               | 0               | -                  | -                  | -                  | -           | -           | -           | 15     | 1      |
| Totale carriera | Totale carriera | Totale carriera | 73+4       | 1          |                 | 9               | 0               |                    | -                  | -                  |             | -           | -           | 78     | 1      |

### Cronologia presenze e reti in nazionale
| Cronologia completa delle presenze e delle reti in nazionale ― Slovacchia | Cronologia completa delle presenze e delle reti in nazionale ― Slovacchia | Cronologia completa delle presenze e delle reti in nazionale ― Slovacchia | Cronologia completa delle presenze e delle reti in nazionale ― Slovacchia | Cronologia completa delle presenze e delle reti in nazionale ― Slovacchia | Cronologia completa delle presenze e delle reti in nazionale ― Slovacchia | Cronologia completa delle presenze e delle reti in nazionale ― Slovacchia | Cronologia completa delle presenze e delle reti in nazionale ― Slovacchia |
| Data                                                                      | Città                                                                     | In casa                                                                   | Risultato                                                                 | Ospiti                                                                    | Competizione                                                              | Reti                                                                      | Note                                                                      |
| ------------------------------------------------------------------------- | ------------------------------------------------------------------------- | ------------------------------------------------------------------------- | ------------------------------------------------------------------------- | ------------------------------------------------------------------------- | ------------------------------------------------------------------------- | ------------------------------------------------------------------------- | ------------------------------------------------------------------------- |
| 20-11-2022                                                                | Bratislava                                                                | Slovacchia                                                                | 0 – 0                                                                     | Cile                                                                      | Amichevole                                                                | -                                                                         | 80’                                                                       |
| 23-3-2024                                                                 | Bratislava                                                                | Slovacchia                                                                | 0 – 2                                                                     | Austria                                                                   | Amichevole                                                                | -                                                                         |                                                                           |
| 26-3-2024                                                                 | Oslo                                                                      | Norvegia                                                                  | 1 – 1                                                                     | Slovacchia                                                                | Amichevole                                                                | -                                                                         |                                                                           |
| 5-6-2024                                                                  | Wiener Neustadt                                                           | Slovacchia                                                                | 4 – 0                                                                     | San Marino                                                                | Amichevole                                                                | -                                                                         | 46’                                                                       |
| 9-6-2024                                                                  | Trnava                                                                    | Slovacchia                                                                | 4 – 0                                                                     | Galles                                                                    | Amichevole                                                                | -                                                                         | 71’                                                                       |
| 17-6-2024                                                                 | Francoforte sul Meno                                                      | Belgio                                                                    | 0 – 1                                                                     | Slovacchia                                                                | Euro 2024 - 1º turno                                                      | -                                                                         | 90+4’                                                                     |
| 21-6-2024                                                                 | Düsseldorf                                                                | Slovacchia                                                                | 1 – 2                                                                     | Ucraina                                                                   | Euro 2024 - 1º turno                                                      | -                                                                         | 67’                                                                       |
| 5-9-2024                                                                  | Tallinn                                                                   | Estonia                                                                   | 0 – 1                                                                     | Slovacchia                                                                | UEFA Nations League 2024-2025 - 1º turno                                  | -                                                                         | 28’ 65’                                                                   |
| 8-9-2024                                                                  | Košice                                                                    | Slovacchia                                                                | 2 – 0                                                                     | Azerbaigian                                                               | UEFA Nations League 2024-2025 - 1º turno                                  | -                                                                         |                                                                           |
| 16-11-2024                                                                | Solna                                                                     | Svezia                                                                    | 2 – 1                                                                     | Slovacchia                                                                | UEFA Nations League 2024-2025 - 1º turno                                  | -                                                                         | 40’                                                                       |
| 19-11-2024                                                                | Bratislava                                                                | Slovacchia                                                                | 1 – 0                                                                     | Estonia                                                                   | UEFA Nations League 2024-2025 - 1º turno                                  | -                                                                         |                                                                           |
| 20-3-2025                                                                 | Bratislava                                                                | Slovacchia                                                                | 0 – 0                                                                     | Slovenia                                                                  | UEFA Nations League 2024-2025 - Play-off                                  | -                                                                         | 11’ 46’                                                                   |
| Totale                                                                    |                                                                           | Presenze                                                                  | 12                                                                        |                                                                           | Reti                                                                      | 0                                                                         |                                                                           |